# Indskriftordning
Ved indskriftordning forstås den måde, runeindskrift er placeret f.eks. på en runesten eller metal.
I den vesteuropæiske tradition er indskrifter typisk ordnet i vandrette linjer, der følger latinsk form og efterligner et dokument nedskrevet på pergament.
Indskrifterne på de danske runesten er derimod næsten altid skrevet i lodrette linjer, og de er for det meste ordnet på tre forskellige måder: 
- Parallelordning
- Bustrofedon
- Konturordning

Kun den store Jellingsten og Maltstenen adskiller sig fra de andre danske runesten ved at være ristet i vandrette rækker ligesom i en bog. Der findes omkring 40 runesten i Danmark og Skåne, som er ristet i parallelordning og ca. 50 som er ristet i bustrofedon, mens mere end 100 runesten er ristet i konturordning. Der er en tendens til, at runesten ristet i konturordning er yngre end de andre danske og skånske runesten.

## Parallelordning
Parallelordning dækker over indskrifter, som er ordnet i lodrette, parallelle rækker. Det kan være fortløbende, parallelle rækker begyndende enten fra venstre side som på den lille Jellingsten, der ud fra fragmentet at dømme udført nedefra og op i parallelordning nedefra og op. Øster Alling-stenen har en tilsvarende indskriftordning, mens den modsatte struktur fra højre side mod venstre bl.a. findes på Tirsted-stenen. Det kan også være blandet linjefølge som på Tryggevældestenen.

## Bustrofedon
Bustrofedon kommer af græsk og betyder ”vender som okser ved pløjning”, og på dansk kan man også kalde det ”plovfureordning”. Når man anvender bustrofedon på runesten, læses indskriften dels oppefra, dels nedefra som f.eks. på Kolind-stenen og Rønninge-stenen.

## Konturordning
Konturordning er den mest almindelige indskriftordning på de danske runesten. Indskrifter, som er ordnet i konturordning, følger stenens kontur. Det mest normale er, at runeteksten begynder i nederste, venstre hjørne som på f.eks. Glenstrup-stenen eller Hørning-stenen. En videreudvikling af konturordningen er slangeordningen, som ses på mange af de bornholmske runesten og på Simrisstenene i Skåne. De fleste runesten, som er ordnet i konturordning, er rejst i Jylland og Skåne, mens man kun kender et par stykker fra Sjælland, nemlig Alsted-stenen og den tredje Sandbysten. Der kendes ingen runesten med konturordning på Fyn.

## Blandingsformer
I nogle tilfælde, f.eks. på guldhornene er teksten et led i eller et supplement til en billedserie, hvor tolkningen kan være stærkt afhængig af, hvor teksten påbegyndes. Således er spørgsmålet om, hvorvidt guldhornene er ”indviet til” eller ”skabt af” Lægæst, bl.a. afhængig af, hvor teksten påbegyndes. Dette spørgsmål har skilt vandene blandt forskerne i adskillige år.  Eksperter har dog også påpeget, at smedens signatur normalt vil være spejlvendt, fordi der er anvendt et stempel, og derfor er guldhornenes inskription næppe en signatur.
Der findes også nogle blandings- eller overgangsformer for placering af indskrifterne; et eksempel herpå er Asferg-stenen, hvor indskriften er ristet i en overgangsform mellem bustrofedon og konturordning og begynder i stenens nederste venstre hjørne.

### Internet
- Nationalmuseet At læse og tolke en runeindskrift (Webside ikke længere tilgængelig)
- runer.ku.dk - Sådan læser du en runesten Arkiveret 21. marts 2012 hos  Wayback Machine